# Hankovce (district de Humenné)
Hankovce est un village de Slovaquie situé dans la région de Prešov.

## Histoire
Première mention écrite du village en 1567.

## Démographie

### Évolution de la population
| Année:               | 1994. | 2004.   | 2014.   | 2024.   |
| -------------------- | ----- | ------- | ------- | ------- |
| Nombre de personnes: | 557   | 567     | 536     | 487     |
| Différence:          |       | +1,79 % | -5,46 % | -9,14 % |

| Année:               | 2023. | 2024.   |
| -------------------- | ----- | ------- |
| Nombre de personnes: | 486   | 487     |
| Différence:          |       | +0,20 % |